# Tetrastichus dignitosus
Tetrastichus dignitosus är en stekelart som beskrevs av Kostjukov 1995. Tetrastichus dignitosus ingår i släktet Tetrastichus och familjen finglanssteklar. Inga underarter finns listade i Catalogue of Life.